# Marijan Dović
Marijan Dović, slovenski literarni zgodovinar, urednik in jazz glasbenik, * 1974, Zagreb, Hrvaška

## Življenje in delo

### Literarni zgodovinar, teoretik in urednik
Marijan Dović je na ljubljanski Filozofski fakulteti študiral primerjalno književnost in slovenski jezik, leta 1999 je diplomiral pod vodstvom profesorjev Toma Virka in Marka Juvana. Od leta 2000 je kot mladi raziskovalec zaposlen na Inštitutu za slovensko literaturo in literarne vede ZRC SAZU, leta 2003 magistriral, leta 2006 pa doktoriral pod mentorstvom Marka Juvana. Že med študijem je začel objavljati v različnih časopisih in znanstvenih revijah ter sodelovati na konferencah, pri čemer so področja, s katerimi se je intenzivneje ukvarjal: literarni kanon, teorija vrednotenja, sodobna sistemska teorija književnosti ter teoretične in zgodovinske raziskave avtorja in avtorstva. Med njegovimi pomembnejšimi objavami velja omeniti predvsem monografijo Sistemske in empirične obravnave literature (2004) in inovativen poskus drugačne literarne zgodovine v obsežnem delu Slovenski pisatelj: razvoj literarnega proizvajalca v slovenskem literarnem sistemu (2007). Pripravil in uredil je simpozijski zbornik o avantgardistu Antonu Podbevšku, monografijo o Janezu Trdini ter elektronsko izdajo Zbranih pesmi Antona Podbevška. Organiziral in vodil je mednarodni komparativistični simpozij o literaturi in cenzuri ter uredil dvojezični zbornik Literatura in cenzura: Kdo se boji resnice literature? (2008). Je podpredsednik Slovenskega društva za primerjalno književnost, član Mednarodnega združenja za empirično literarno znanost IGEL, mednarodnega komparativističnega združenja ICLA in združenja za preučevanje avantgard in modernizma EAM.
V letih 1998-2000 je bil glavni urednik novomeškega mesečnika Park, za katerega še vedno piše kolumne. Od ustanovitve novomeške Založbe Goga leta 2000, pri kateri je sodeloval, je predsednik njenega uredniškega sveta in v letih 2001–2008 urednik glasbene zbirke Goga Musica.
Leta 2008 je prejel Srebrni znak ZRC SAZU za vrhunski doktorat s področja humanističnih ved in Trdinovo nagrado, ki jo Mestna občina Novo mesto podeljuje svojim občanom za pomembnejše trajne uspehe na kulturnem, prosvetnem, literarnem in znanstvenem področju.
Od leta 2007 kot docent predava slovensko književnost in literarno teorijo na Univerzi v Novi Gorici.

### Glasbenik in skladatelj
Deluje tudi kot jazz glasbenik in skladatelj. Kot violinist je snemal albume z več vidnimi zasedbami in glasbeniki (Žabjak bend, Brina, & String.si, Renato Chicco, Alenka Godec) in nastopal s svojim triom ter z mnogimi slovenskimi in tujimi jazz glasbeniki. Leta 2005 je s svojim sekstetom posnel avtorski prvenec Gorjanske bajke, ki jih je pozneje deloma priredil za simfonični orkester. Piše za zbore in komorne zasedbe.
V Novem mestu je skupaj s sodelavci Lokalpatriota in Glasbene šole Marjana Kozine leta 2000 zasnoval mednarodno glasbeno delavnico Jazzinty, katere umetniški vodja je bil v letih 2000–2008 in ki je v nekaj letih prerasla v najpomembnejšo tovrstno ustanovo v Sloveniji. V okviru Jazzintyja je vpeljal edino slovensko tekmovanje za jazz kompozicijo – nagrado Jazzon, ki se podeljuje od leta 2003 dalje.

## Izbrana bibliografija
- Literarni polisistem in mehanizmi medkulturnih stikov. Jezik in slovstvo, 2003. 75–85. (COBISS) Dokument v dLib.
- Literary repertoire and interference among literatures. Literature and space: spaces of transgressiveness. Primerjalna književnost 27, posebna št., 2004. 67–74. Arhivirano 2011-07-26 na Wayback Machine. (COBISS)
- Sistemske in empirične obravnave literature. Ljubljana: Založba ZRC, 2004. (COBISS)
- »Vrhunci stoletja« in založniki »za narodov blagor« (polemika). Sodobnost, 2004. 357–361. (COBISS) Dokument v dLib.
- Kanonizacija »odsotnega« avtorja (The canonisation of an »absent« author). Kosovelova poetika (ur. Janez Vrečko, Boris A. Novak, Darja Pavlič). Primerjalna književnost 28, posebna št. Ljubljana: Slovensko društvo za primerjalno književnost, 2005. 73–80, 205–213. (COBISS)
- Cankar kot utemeljitelj profesionalnega pisatelja - umetnika. Slavistična revija, 2006. 391–404. (COBISS)
- The writing of literary history and the empirical science of literature. Writing literary history: selected perspectives from Central Europe (ur. Darko Dolinar, Marko Juvan). Frankfurt am Main (etc.): Peter Lang, 2006. 169–179. (COBISS)
- Profesionalizacija slovenskega literarnega proizvajalca: nekaj uvodnih opažanj. Primerjalna književnost, 2006. 125–140. (COBISS) Dokument v dLib.
- Modeli slovenskega pisatelja. Sodobnost, 2007. 481–498. (COBISS)
- Slovenski pisatelj: razvoj literarnega proizvajalca v slovenskem literarnem sistemu. Ljubljana: Založba ZRC, 2007. (COBISS)
- Totalitarna in post-totalitarna cenzura: od trde k mehki? (Totalitarian and post-totalitarian censorship: from hard to soft?). Primerjalna književnost, 2008. 9–20, 167–178. (COBISS)
- Early literary representations of national history and the »Slovene cultural syndrome«. History and its literary genres (ur. Vanesa Matajc, Gašper Troha, Gregor Pompe). Newcastle: Cambridge Scholars Publishing, 2008. 98–114. (COBISS)